# 12 mai 2001
Le samedi 12 mai 2001 est le 132e jour de l'année 2001.

## Décès
- Fritz Pfenninger (né le 15 octobre 1934), coureur cycliste suisse
- Perry Como (né le 18 mai 1912), chanteur, acteur et présentateur de télévision américain
- Didi (né le 8 octobre 1929), footballeur brésilien
- Henri Trémolet de Villers (né le 4 janvier 1912), homme politique français
- Abel Bessac (né le 26 janvier 1911), homme politique français
- Kang Shin-jae (née le 8 mai 1924), auteure sud coréenne
- Alexeï Tupolev (né le 20 mai 1925), ingénieur russe

## Autres événements
- France : Début des opérations du pompage du styrène toujours contenu dans les cuves de l'épave du chimiquier italien Levoli sun après son naufrage au large des îles anglo-normandes le 31 octobre 2000.
- Sortie de l'album The World Needs a Hero, de Megadeth
- Début de la diffusion, en France, des séries :
  - Gideon's Crossing
  - Stingers
  - Coup de foudre à Miami
- Finale du Concours Eurovision de la chanson 2001 au Parken Stadium
- Finale du Trophée européen féminin de rugby à XV 2001
- Fin de la Guerre civile djiboutienne

- Fin du Championnat de Chypre de football 2000-2001

- Découverte de l'astéroïde (63389) Noshiro
- Sortie du film No Man's Land

- Finale retour de la Coupe EHF de handball féminin 2000-2001
- Fin de la diffusion de la Saison 3 de H
- Sortie du film Storytelling
- Vernon Forrest devient champion du monde des poids welters IBF
- Le FC Nantes remporte son 8ème titre de champion de France en s'imposant face à l'AS Saint-Etienne (1-0)[1]